# کلیسای تادئوس و بارتوقیمئوس مقدس
کلیسای تادئوس و بارتوقیمئوس مقدس(به ارمنی: Սուրբ Թադևոս եկեղեցի) در سال ۱۱۴۷ خورشیدی (۱۷۶۸ میلادی) تأسیس گردید اما براساس سنگ یادبودی که بر دیوار مجاور مدخل کلیسا نصب شده تاریخ ساخت این بنا را ۱۱۸۷ خورشیدی (اکتبر ۱۸۰۸ میلادی) است و همچنین با استناد به خاطرات «هُوسِپ هُوهانِسیان» این کلیسا در روز ۱۱۶۰ خورشیدی (اول سپتامبر ۱۷۸۸ میلادی) به دست اسقف اعظم، «گریکور دِرهُوانِسیان»، تقدیس شده‌است. عمارت کلیسای مربوط به دوره زندیه است و در تهران، خیابان مولوی، بازار حضرتی، کوچه ارامنه واقع شده و این اثر در تاریخ ۲۶ آبان ۱۳۷۸ با شماره ثبت ۲۵۰۰ به‌عنوان یکی از آثار ملی ایران به ثبت رسیده‌است.

## تاریخ
نظر به اینکه در سال ۱۷۵۰ میلادی تعدادی از ارمنیان در دروازه شاه عبدالعظیم تهران ساکن بودند، می‌توان گفت که ارمنیان پیش از جلوس کریم‌خان زند به سلطنت در سال ۱۱۲۹ خورشیدی و در زمان نادرشاه افشار به تهران آمده بودند. این گروه باید نخستین گروه از ارمنیانی باشند که به قصد رهایی از رفتار بد نادرشاه و کارگزارانش از محله جلفا (اصفهان) به تهران مهاجرت کرده باشند. اندک اندک با مهاجرت ارمنیان از سایر شهرای ایران مانند تبریز و سلماس و حتی از جمهوری آرتساخ و ارمنی‌های ترکیه بر تعداد خانواده‌های ارمنی ساکن تهران افزوده شد. در سال ۱۷۶۸ میلادی در زمان سلطنت کریم خان زند، ارمنیان تهران اولین کلیسای خود را به نام کلیسای تادئوس و بارتوقیمئوس مقدس در کوچهٔ ارامنه بنا کردند.
در صحن کلیسا ارامنه و بسیاری از شخصیت‌های سیاسی اروپایی روسیه و انگلستان به خاک سپرده شده‌اند. مساحت محوطه کلیسا شامل حیاط و اتاق‌ها و کلیسا ۳۵۰ مترمربع است. طول کلیسا یازده متر و عرض آن شش متر و چهل سانتیمتر است.
کلیسا بنایی یک طبقه است؛ از حیاط، تالار مراسم، ایوان، ورودی به تالار، اتاق گوشهٔ جنوب شرقی تالار و فضای نیمه بازی در شرق تالار تشکیل شده‌است. طرح تالار تداعی‌کننده کلیساهای کوچک جلفای اصفهان است. محراب کلیسا در شرقی‌ترین قسمت تالار و به صورت ایوانی در داخل تالار قرار گرفته‌است.
در سال ۱۳۴۸ خورشیدی (۱۹۷۰ میلادی) هنگام رنگ کردن دیوارهای کلیسا، گچ دیوارها فرو ریخت و نقاشی‌هایی در زیر گچ پدیدار شد. دیگر دیوارهای کلیسا مورد بررسی قرار گرفت و تعدادی نقاشی دیگر از زیر گچ نمایان گردید. برخی از محققان این نقاشی‌ها را اثر ناقاش هوناتان می‌دانند. نقاشی‌ها شامل گل و گیاه و پرندگان است و به طرز زیبایی با رنگ و روغن بر روی دیوارها به تصویر کشیده‌است.

## مدفونان

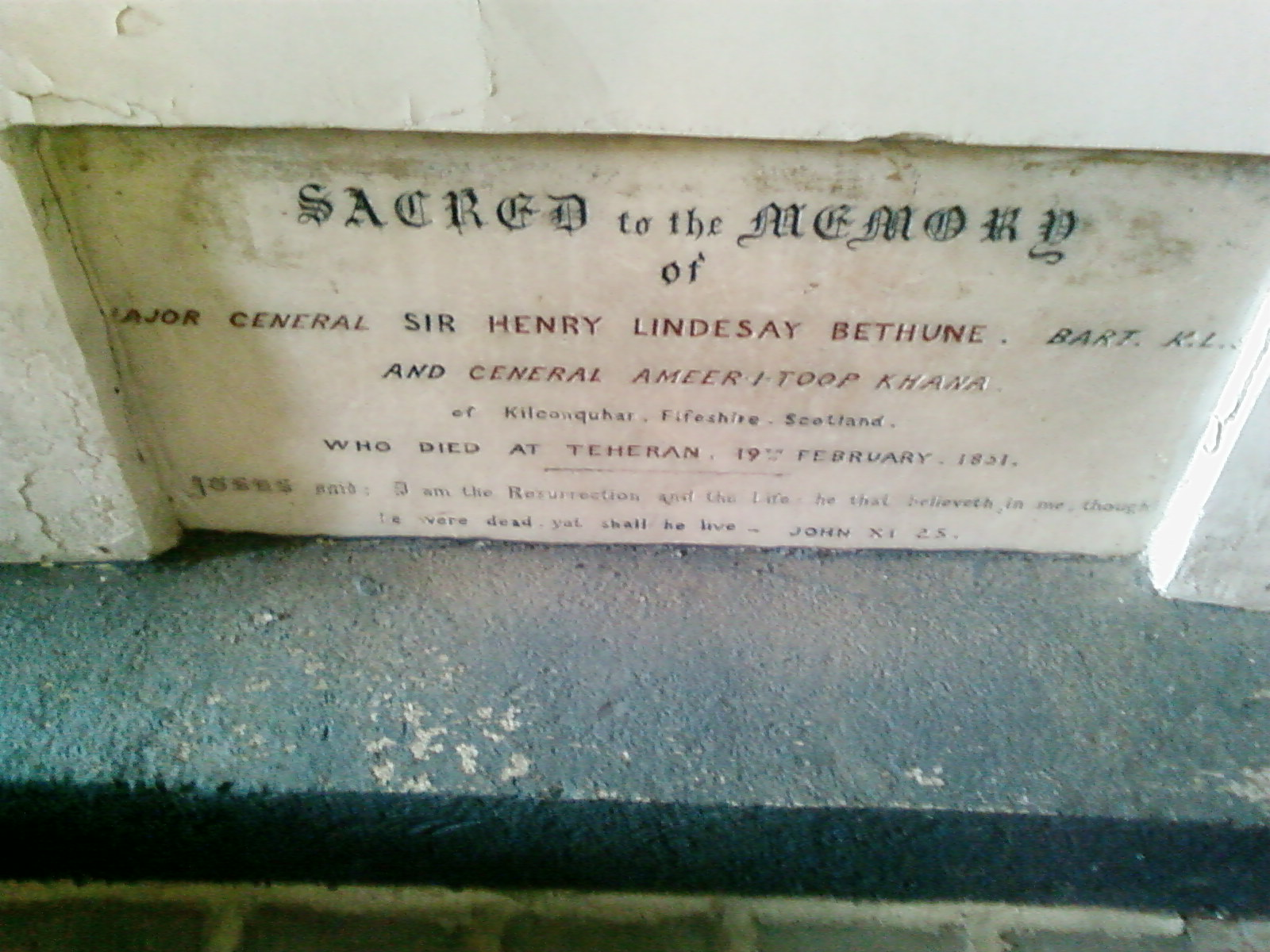
سنگ قبر هنری لیندس، افسر آموزش سربازان ایران، در کلیسای تادئوس و بارتوقیمئوس مقدس

- چارلز آلیسون (به انگلیسی: Charles Alison) (درگذشته ۲۹ آوریل ۱۸۷۲ در تهران) وزیرمختار انگلستان در ایران طی سال‌های ۱۸۶۰–۱۸۷۲[۶]
- ویلیام گِلن (به انگلیسی: William Glen)(درگذشته ۱۲ ژانویه ۱۸۴۹ میلادی) کشیش، معلم الهیات اهل انگلستان و مترجم تورات و انجیل از زبان عبری به زبان فارسی[۶]
- چارلز اسکات (به انگلیسی: Charles Scott)(درگذشته ۲۸ اکتبر ۱۸۴۱ میلادی) عضو هیئت اعزامی انگلستان و فرزند والتر اسکات نویسنده و شاعر معروف سده ۱۸)[۶]
- داوید مگردچیان داویدیانس، معروف به حکیم داودخان پزشک مخصوص فتحعلی شاه، (درگذشته ۱۸۵۲ میلادی)
- گریگوریان خان، پادشاه زادهٔ اهل هندوستان
- هنری لیندس، افسر آموزش سربازان ایران، (درگذشته ۱۹ فوریه ۱۸۵۱ میلادی)
- زاتی، اهل اتریش مهندس نظام و معلم ریاضیات مدرسه دارالفنون، (درگذشته ۱۸۵۴ میلادی)
- دیپلمات‌های روس مقتول در واقعه باغ ایلچی (سنگ قبرشان در بازسازی از بین رفت)
- اسکندر میرزا گرجی،پسر ایراکلی دوم و برادر گئورگی دوازدهم آخرین پادشاه کارتلی-کاختی

## توضیحات
1. ↑  تادئوس و بارتوقیمئوس دو تن از حواریون عیسی مسیح بودند که در نیمه اول سده اول میلادی برای تبلیغ مسیحیت به ارمنستان مسافرت کردند. بارتوقیمئوس در کلیسای بارتوقیمئوس مقدس دفن شده‌است و تادئوس در بخش جنوبی ارمنستان به تبلیغ پرداختند قره کلیسا و هر دو در این راه به شهادت رسیدند.